# Сороки (Жовківська міська громада)
Соро́ки —село в Україні, у Жовківській міській громаді Львівського району Львівської області, орган місцевого самоврядування — Жовківська міська рада. Населення становить 50 осіб (станом на 2001 рік). Село розташоване на сході колишнього Жовківського району, за 9,3 кілометра від  центру ОТГ .

## Географія
Село Сороки лежить за 9,3 км на північ від центру територіальної громади, фізична відстань до Києва — 449,5 км.

## Історія
До 1940 року Сороки були присілком села Замочок, що в Жовківському повіті.
12 червня 2020 року, відповідно до розпорядження Кабінету Міністрів України № 718-р «Про визначення адміністративних центрів та затвердження територій територіальних громад Львівської області», село увійшло до складу Жовківської міської громади.
19 липня 2020 року, в результаті адміністративно-територіальної реформи та ліквідації Жовківського району, село увійшло до складу новоствореного Львівського району.

## Населення
Станом на 1989 рік у селі проживали 57 осіб, серед них — 24 чоловіки і 33 жінки.
За даними перепису населення 2001 року у селі проживали 50 осіб. Рідною мовою назвали:
| Мова       | Кількість осіб | Відсоток |
| ---------- | -------------- | -------- |
| українська | 50             | 100,00%  |